# Sennheiser
Sennheiser electronic GmbH & Co. KG és una empresa privada alemanya que fabrica micròfons, audífons i accessoris telefònics, per a fins domèstics i de negocis.

## Empresa
Sennheiser, empresa alemanya fundada en 1958, és un dels líders mundials en el desenvolupament de tecnologia, sistemes, solucions i productes electroacústics. L'any 2009, l'empresa va aconseguir vendes per valor de 390 milions d'euros i actualment té contractades a més de 2 mil persones a escala mundial.
Els seus productes s'enfoquen als professionals de la indústria musical, la producció de TV, ràdio, cine i teatre, la instal·lació de sistemes de so, l'aviació, telecomunicacions i l'audiologia, així com una línia per a l'electrònica de consum d'alta qualitat.
Les seves aportacions a la tecnologia han estat reconegudes amb premis com el premi al descobriment científic, atorgat per l'Acadèmia de les Arts i les Ciències Cinematogràfiques dels Estats Units, el Grammy, l'Emmy i altres atorgats per diverses organitzacions especialitzades com l'AES.
Les plantes de fabricació de Sennheiser estan ubicades a Alemanya, Irlanda i als Estats Units. Part del grup Sennheiser són les empreses George Neumann GmbH, Berlín (la 'famosa marca de micròfons i monitors d'estudi) i Sennheiser Communications A/S (auticulars per a PC, oficines i centres de contacte).
Fundació: L'any 1958, com a "Laboratorium Wennebostel" pel Dr. Fritz Sennheiser.
Vendes: 45,7 milions d'euros (2012)
Empreses que formen part del Grup Sennheiser:
•Georg Neumann GmbH, Berlin (micròfons d'estudi i altaveus per a monitoratge; des de 1991)
•Aliança estratègica de Sennheiser Communications A/S (diademes de comunicació per a PCs, oficines i centres de contacte; des de 2003)
Plantes de manufactura:
•Alemanya (Micròfons alàmbrics i Micròfons sense fils, audífons, sistemes de monitoratge, sistemes per a conferències i diademes d'intercomunicació per a aviació)
•Irlanda (audífons, productes d'audiologia, altaveus de monitoratge i productes per a instal·lació de so)
•E.U. (micròfons sense fils i sistemes per a monitoratge)
Subsidiàries de vendes:
França, Regne Unit, Bèlgica, Països Baixos, Alemanya, Dinamarca (Països Nòrdics), Rússia, Hong Kong, Índia, Singapur, Japó, Xina, Canadà, Mèxic i E.U.
«Hechos y cifras» (en castellà). Arxivat de l'original el 5 d’agost 2010. [Consulta: 24 juliol 2010].
http://www.tynmagazine.com/363496-Sennheiser-buenos-resultados-tras-su-reestructuracion.note.aspx Arxivat 2012-07-24 a Wayback Machine.

## Productes
- Audífons
- Micròfons amb fils i sense fils

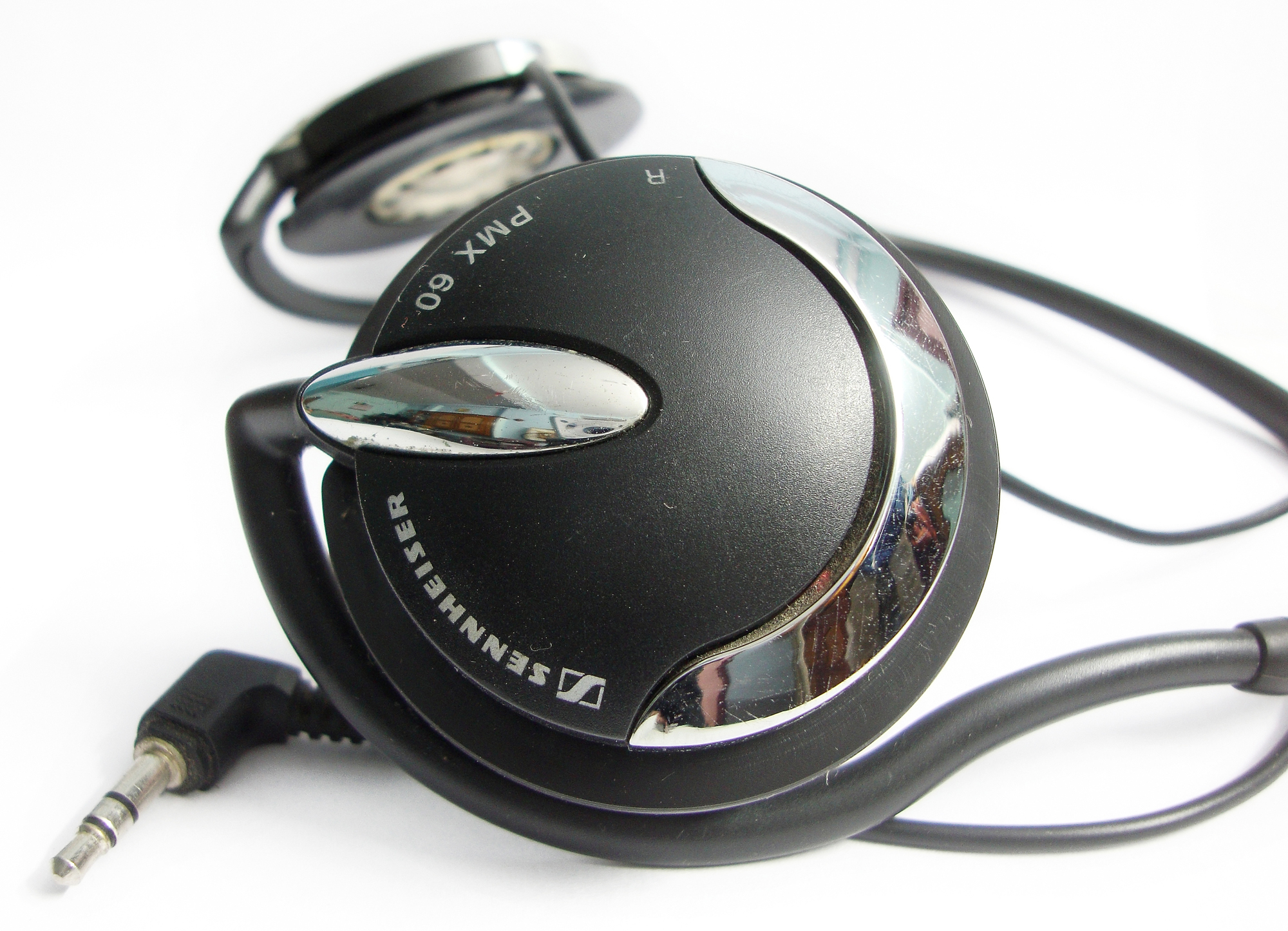
Sennheiser PMX 60

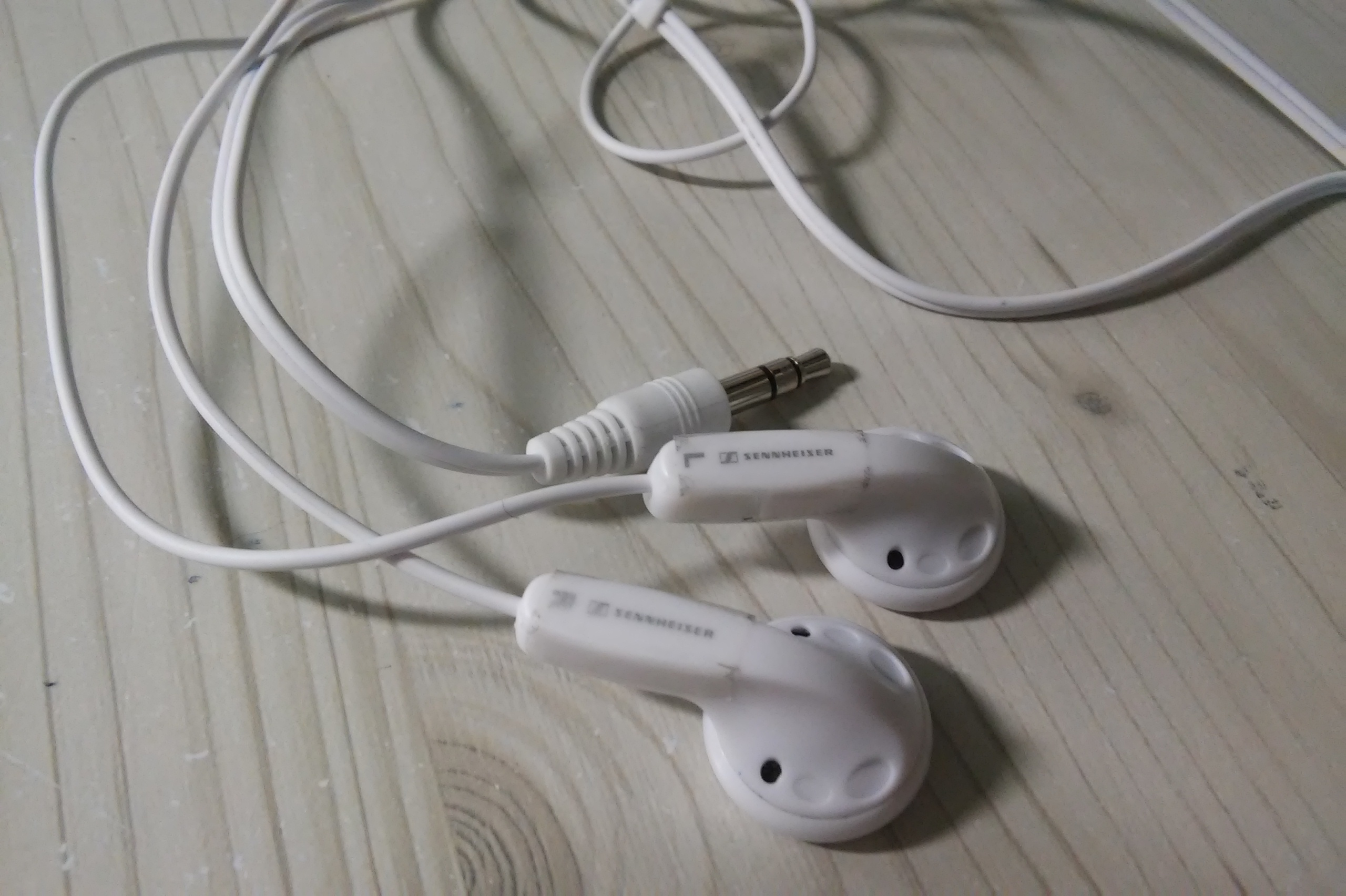
MX400ii auricular Sennheiser

- Sistemes de monitoratge personal (In Ear Monitors)
- Auriculars per a aviació
- Auriculars multimèdia
- Auriculars per a negocis
- Sistemes per a conferència i informació
- Productes per a assistència auditiva

## Història
L'empresa fou fundada l'any 1945, tan sols unes setmanes després de la Segona Guerra Mundial, per Fritz Sennheiser (1912 - 2010) i set enginyers companys de la Universitat de Hannover en un laboratori anomenat Laboratori Wennebostel. El laboratori es deia així pel poble de Wennebostel, on fou destinat a causa de la guerra. El seu producte més fi era el voltímetre. El Laboratori Wennebostel va començar a fabricar micròfons l'any 1946.
Al voltant de 1955, l'empresa tenia 250 treballadors. Labor W fou reanomenat Sennheiser electronic l'any 1958. El 1980, l'empresa es va introduir en el mercat de l'aviació, proporcionant els seus auticulars a Lufthansa. L'empresa començà a produir micròfons sense fils el 1982. També el 1982, el fundador Fritz Sennheiser va entregar la direcció de l'empresa al seu fill, Jörg Sennheiser.
En l'àrea dels micròfons l'empresa disposa d'una gran popularitat, sent àmpliament usada per diversos músics, com per exemple Avril Lavigne, Ryan Teder (one republic), [Rihanna, Paramore, Beyoncé, Celine Dion, Bratenlith, Melony Rochelle, Felipe Mira (Fahrenheit) i Jonas Brothers entre d'altres.

## Comparació amb altres empreses
Sennheiser sempre s'ha caracteritzat per comercialitzar productes de gran qualitat a preus relativament cars, a diferència d'empreses com AKG, que comercialitza auriculars d'una gran qualitat i categoria però a preus significativament inferiors. Hi ha models d'auriculars de Sennheiser, com l'HD-555, que d'acord amb diverses pàgines web especialitzades en equips de so esdevenen la millor elecció en el seu rang de preus.